# Annie Haslam
Annie Haslam (Bolton, 8 giugno 1947) è una cantante e compositrice britannica.
Nata a Bolton, nel Lancashire, cominciò studiare canto con Sybil Knight, nel 1970. Nel 1971 diventa cantante dei Renaissance, e nel 1977 comincia la sua carriera solista con l'album Annie in Wonderland, prodotto da Roy Wood, che contribuirà all'incisione suonando vari strumenti. Successivamente i due si sposarono.
Annie collaborò anche con Steve Howe, storico chitarrista degli Yes. La cantante risiede nella Contea di Bucks, in Pennsylvania.

## Discografia

### Album in studio
- 1977 - Annie in Wonderland
- 1985 - Still Life
- 1989 - Annie Haslam
- 1994 - Blessing in Disguise
- 1999 - The Dawn of Ananda
- 2000 - It Snows in Heaven Too
- 2002 - One Enchanted Evening
- 2007 - Woman Transcending

### Album dal vivo
- 1998 - Live Under Brazilian Skies
- 2006 - Live Studio Concert

### EP
- 2006 - Night and Day EP con i Magenta